# كيني ثورن
كيني ثورن (بالإنجليزية: Kenny Thorne)‏ مواليد 24 يناير 1966 في هونولولو، هو لاعب كرة مضرب أمريكي سابق بدأ مسيرته كمحترف سنة 1988 وكان يلعب باليد اليمنى، اعتزل اللعب في 1997. أعلى تصنيف له في الفردي كان المركز الـ 121 في سنة 1993. أعلى تصنيف له في الزوجي كان المركز الـ 67 في سنة 1995.

## النهائيات
| الحصيلة | الرقم | التاريخ | الدورة                       | الأرضية | الشريك        | المنافس في النهائي        | النتيجة في النهائي |
| ------- | ----- | ------- | ---------------------------- | ------- | ------------- | ------------------------- | ------------------ |
| الفوز   | 1.    | 1994    | سول المفتوحة، كوريا الجنوبية | صلبة    | ستيفان سيميان | كينت كينير سيباستيان لارو | 6–4, 3–6, 7–5      |
| الفوز   | 2.    | 1994    | فلورنسا، إيطاليا             | ترابية  | جون أيرلاند   | نيل برود جريج فان إمبورغ  | 7–6, 6–3           |

## روابط خارجية
- كيني ثورن على موقع رابطة محترفي التنس (الإنجليزية)
- كيني ثورن على موقع الاتحاد الدولي لكرة المضرب (الإنجليزية)
- كيني ثورن على موقع خلاصة التنس.كوم (الإنجليزية)